# 拉尼 (瓦兹省)
拉尼（法語：Lagny，法語發音：[laɲi]）是法国瓦兹省的一个市镇，属于贡比涅区。

## 地理
拉尼（49°36'47"N, 2°54'52"E）面积10.77 平方千米，位于法国上法蘭西大區瓦兹省，该省份为法国北部内陆省份，北起索姆省，西接厄尔省和滨海塞纳省，南至塞纳-马恩省和瓦兹河谷省，东临埃纳省。
与拉尼接壤的市镇（或旧市镇、城区）包括：康多尔、卡蒂尼、屈伊、迪沃、波尔凯里库尔、塞迈兹、叙祖瓦。

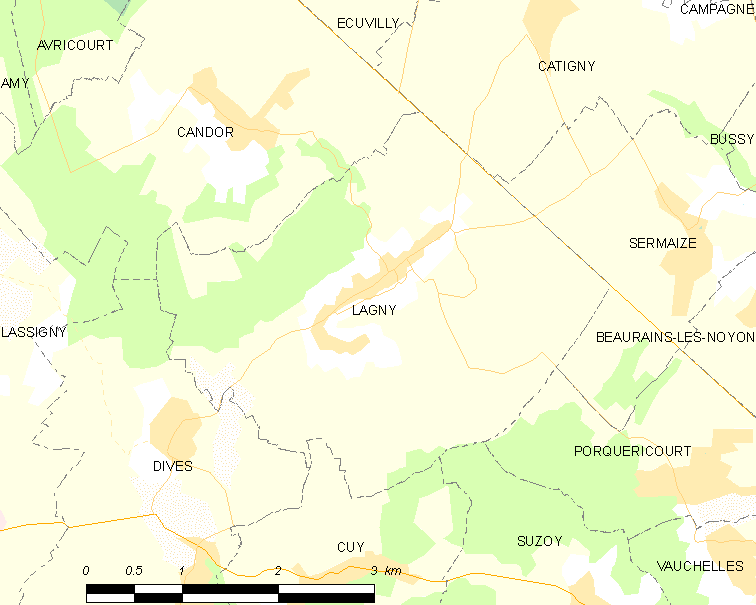
的OSM定位图

拉尼的时区为UTC+01:00、UTC+02:00（夏令时）。

## 行政
拉尼的邮政编码为60310，INSEE市镇编码为60340。

## 政治
拉尼所属的省级选区为图罗特县。

## 人口

1962-2008年间人口变化图示

拉尼于2022年1月1日时的人口数量为524人。